# Vernon (Vienne)
Vernon ist eine französische Gemeinde im Département Vienne in der Region Nouvelle-Aquitaine. Sie zählt 721 Einwohner (Stand: 1. Januar 2022) und gehört zum Arrondissement Poitiers und zum Kanton Vivonne (bis 2015: Kanton La Villedieu-du-Clain). Die Einwohner werden Vernonais genannt.

## Geografie
Vernon liegt etwa 18 Kilometer südöstlich von Poitiers. Durch die Gemeinde fließt der Miosson. Umgeben wird Vernon von den Nachbargemeinden Nieuil-l’Espoir im Norden, Fleuré im Nordosten, Dienne im Osten, Saint-Laurent-de-Jourdes im Südosten, Saint-Maurice-la-Clouère im Süden sowie Gizay im Westen.

## Geschichte
1819 wurde die Ortschaft Chiré-le-Bois eingemeindet.
| Bevölkerungsentwicklung   | Bevölkerungsentwicklung | Bevölkerungsentwicklung | Bevölkerungsentwicklung | Bevölkerungsentwicklung | Bevölkerungsentwicklung | Bevölkerungsentwicklung | Bevölkerungsentwicklung | Bevölkerungsentwicklung |
| ------------------------- | ----------------------- | ----------------------- | ----------------------- | ----------------------- | ----------------------- | ----------------------- | ----------------------- | ----------------------- |
| Jahr                      | 1962                    | 1968                    | 1975                    | 1982                    | 1990                    | 1999                    | 2006                    | 2012                    |
| Einwohner                 | 604                     | 552                     | 431                     | 469                     | 540                     | 583                     | 610                     | 658                     |
| Quelle: Cassini und INSEE |                         |                         |                         |                         |                         |                         |                         |                         |

## Sehenswürdigkeiten
- Kirche Saint-Christophe, Monument historique seit 1931
- Schloss Vernon aus dem 17. Jahrhundert
- Schloss Le Breuil, seit 2004 Monument historique